# Miklós Almási
Miklós Almási (n. 26 septembrie 1932, Budapesta-) este un scriitor, estetician și  critic literar maghiar.